# Prionosthenus iranicus
Prionosthenus iranicus är en insektsart som beskrevs av Werner 1939. Prionosthenus iranicus ingår i släktet Prionosthenus och familjen Pamphagidae. Inga underarter finns listade i Catalogue of Life.